# ジュリア・チャイルド
ジュリア・キャロリン・チャイルド （Julia Carolyn Child; 旧姓 McWilliams;  1912年8月15日  – 2004年8月13日）は、アメリカのシェフ、作家、テレビ出演者。著作 Mastering the Art of French Cooking、1963年に放映開始されたテレビ番組シリーズ The French Chefなどにより、アメリカの一般家庭に初めてフランス料理を紹介したことで知られる。

## 幼年期および教育
ジュリア・チャイルドは、1912年にカリフォルニア州パサデナでジョン・マクウィリアムズ・ジュニアと、彼の妻 ジュリア・キャロリン（通称「カロ」）・ウェストンの間に生まれた。父ジョンはプリンストン大学卒の著名な土地管理者、母ジュリア・キャロリンはマサチューセッツ州の副知事も務めた彼女の父、バイロン・カーティス・ウェストン（英語: Byron Weston）が経営する製紙会社の相続人だった。チャイルドは 長女で、弟にジョン・マクウィリアムス3世、妹にドロシー・カズンズがいる。
高校では、チャイルドは当時寄宿学校だったカリフォルニア州ロスのキャサリン・ブランソン・スクールに送られた。.
身長は6フィート2インチ（1.88 m）あり、幼少時代からテニス、ゴルフ、バスケットボールをプレーし、スミス大学に通いながらスポーツを続け、1934年に歴史専攻で卒業した。
チャイルドは一家の専属料理人と一緒に育ったが、その料理人を観察したり、料理人から料理の仕方を学ぶことはなかった。チャイルドが料理を学び始めたのは、料理に関心の高い家庭で育った、将来の夫となるポールに出会ってからのことだった。
大学卒業後、チャイルドはニューヨーク市に移り住み、W.＆J.スローン社の広告部門のコピーライターとして働いた。

## 第二次世界大戦
チャイルドは、婦人陸軍部隊（WAC）や米海軍のWAVESに参加するには身長が高すぎたため、戦略諜報局 （OSS）に勤務することになった。彼女はOSSでのキャリアをワシントンの本社でタイピストとしてスタートしたが、教育と経験があったため、より責任のあるポジションを与えられ、OSSの長であるウィリアム・ドノバンの直下で最高機密のリサーチャーとして働いた。
彼女は機密インテリジェンス部門のリサーチ助手として、役員の行動を記録するため、白いメモカードに10,000人の氏名を入力した。その後、ワシントンDCのOSS緊急救助装置セクション（ERES）でファイルクラークとして一年間働いた後、サメがドイツのUボートを標的とする兵器を爆発させないために必要なサメ忌避剤の開発者のアシスタントとして働いた。1944年、彼女はセイロン（現在のスリランカ）のキャンディに配属される。そこでは、アジアのOSS秘密基地の「高度に分類された大量の通信記録の登録、カタログ化、チャネル化」を担当。 彼女は後に中国の昆明に配属され、そこでOSS事務局の登録部長として功労民間人の紋章を受ける。OSSの水中爆発物が、好奇心が強いサメによって起爆されることが多すぎるという問題を解決するようチャイルドに依頼されたときのことは、“チャイルドが提案した策は、水中爆発物の周りに撒くサメの忌避剤としてさまざまな混合物を調理し、実験することだった。 今日でも使用されている実験的なサメ忌避剤は、チャイルドにとって料理の世界へのはじめの一歩だった”と伝えられている。 チャイルドは、彼女の奉仕に対して、「やる気と持ち前の陽気さ」をはじめとする彼女の多くの長所に言及した賞を受賞した。他のOSSの記録と同様、彼女のファイルは2008年に機密指定を解除されたが、他のファイルとは異なり、彼女の完全なファイルはオンラインで公開されている。
昆明に滞在中に、彼女は同じくOSS職員であるポール・クッシング・チャイルド（英語: Paul Cushing Child）と出会い、2人はペンシルベニア州ランバービルで1946年9月1日に結婚し、後にワシントンDCに転居した。ニュージャージー出身で、芸術家兼詩人としてパリにも滞在したことのあるポールは、洗練された味覚で知られ、妻を高級料理の世界へ導いた。彼は米国外交省に入省し、1948年に米国国務省による辞令で米国情報局の展示官に指名されたため夫妻はパリへ移り住んだ。夫妻には子供はいなかった。

## 大戦後のフランス
チャイルドは、ルーアンでの最初の食事を、料理の啓示として繰り返し回想しており、ニューヨークタイムズではカキ、ヒラメのムニエル、上質なワインの食事を「私にとっての魂と精神の開放」と表現した。彼女はパリで有名なル・コルドン・ブルー料理学校に通い、後にMax Bugnardやその他の熟練シェフから個人的に教えを受けた。彼女は女性のための料理クラブLe Cercle des Gourmettesに参加し、そこでルイゼット・ベルトレ（英語: Louisette Bertholle）と共にアメリカ人向けのフランス料理本を執筆していたシモーヌ・ベック（英語: Simone Beck）に出会う。ベックは、よりアメリカ人にアピールできる本になるよう、チャイルドへ本の製作への参加を提案した。1951年、チャイルド、ベック、そしてベルトレは、チャイルドのパリのキッチンでアメリカ人女性向けの料理教室を始め、この非公式な学校をL'école des trois gourmandes（三人の美食家の学校）と名付けた。その後10年間、チャイルド夫妻はヨーロッパ中を移り住み、最終的にマサチューセッツ州ケンブリッジに引っ越したが、その間3人はレシピを研究し、繰り返しテストし続けた。チャイルドはフランス語を英語に翻訳し、レシピを詳細で、面白く、実用的にした。
1963年、チャイルド夫妻は、共著者のシモーヌ・ベックとその夫のジャン・フィッシュバッハーの所有する、プロヴァンスの町プラスカシエの近くのカンヌを見渡す丘に家を建てた。チャイルド夫妻はこの丘を、プロヴァンス方言で「小さなもの」を意味する"La Pitchoune"と名付けたが、そのうち、愛称として”Le Peetch"と呼ばれるようになった。

## メディアでのキャリア
チャイルド、ベルトレ、ベックの3人の著者は、最初に出版社Houghton Mifflinと契約を結んだが、百科事典のようであるという理由から、後に原稿が拒否された。最終的に1961年にAlfred A. Knopfから初版が出版された、726ページに及ぶ Mastering the Art of French Cookingはベストセラーとなり、1960年代初期のアメリカでのフランス文化への興味の高まりも手伝い、批評家からの高い評価を受けた。そのわかりやすいイラストと細部への的確なこだわり、そして高級料理を身近なものにしたことで賞賛されたこの本は、現在もなお増刷されており、料理界の発展に寄与した功績とされている。この本の成功の後、チャイルドはボストングローブ紙に雑誌記事と定期コラムを執筆し、自著と共著を合わせ、20冊近い本を出版した。そのうちの多くは彼女のテレビ番組に関連したものだった。彼女の最後の本は、彼女の兄妹の孫であるアレックス・プルードムとの共著で、彼女の没後の2006年に出版された自伝的作品 My Life in Franceである。この本では、第二次世界大戦後のフランスでの、夫ポール・クッシング・チャイルドとの暮らしについて回想している。

### The French Chefと関連書籍
1962年に、当時のボストンの国立教育テレビ （NET）局であったWGBH-TV （現在は主要な公共放送局となっている）の書籍レビュー番組にチャイルドが出演した際の、オムレツの調理実演が視聴者から好評だったことが、彼女の最初のテレビ料理番組へと繋がった。1963年2月11日にWGBHで放映が開始されたThe French Chef は、すぐに人気を博し、10年に渡り全国で放送され、ピーボディ賞やエミー賞を受賞。テレビ料理人はそれ以前にも存在したが、彼女はその陽気な熱意、特徴的なウグイスのような声、そして気取りのなく、ありのままのしぐさで幅広い視聴者を引き付け、もっとも幅広く視聴されたテレビ料理人となった。1972年、The French Chefは、テスト段階のオープンキャプション技術を使用したものではあったが、聴覚障害者向けのキャプション（字幕）を付けた最初のテレビ番組となった。
チャイルドの2冊目の本、The French Chef Cookbookは、彼女の番組内で実演したレシピを集めたものだった。その後すぐ、1971年に、シモーヌ・ベックとの共著でMastering the Art of French Cookingの第2巻を出版したが、ビジネス上の関係を絶ったルイゼット・ベルトレは参加しなかった。チャイルドの4冊目の本、From Julia Child's Kitchenは、夫の撮影した写真や、The French Chef のカラードキュメントのほか、番組製作の過程でチャイルドが編集した調理メモ集で構成されている。

### アメリカの家庭への影響
ジュリア・チャイルドはアメリカの家庭や主婦に大きな影響を与えた。1960年代の技術レベルにより彼女の番組は編集されず、最終版にも彼女が不注意のミスをする様子が映っていたことが、結果的に「テレビに対する信頼性と親近感」を与えることとなった。 Screening Food: French Cuisine and the Television Palateの著書 トビー・ミラーは、彼が話を聞いたある母親は、チャイルドを見ると心が落ち着き、現実から逃避できるため、「私と狂気の間に立っていたのは、陽気なジュリア・チャイルドだった」と話した。さらにミラーは、チャイルドの番組が始まったのは1960年代のフェミニスト運動の前で、当時は主婦や女性が直面する問題がテレビで取り扱われていなかったことにも言及している。

### 後のキャリア

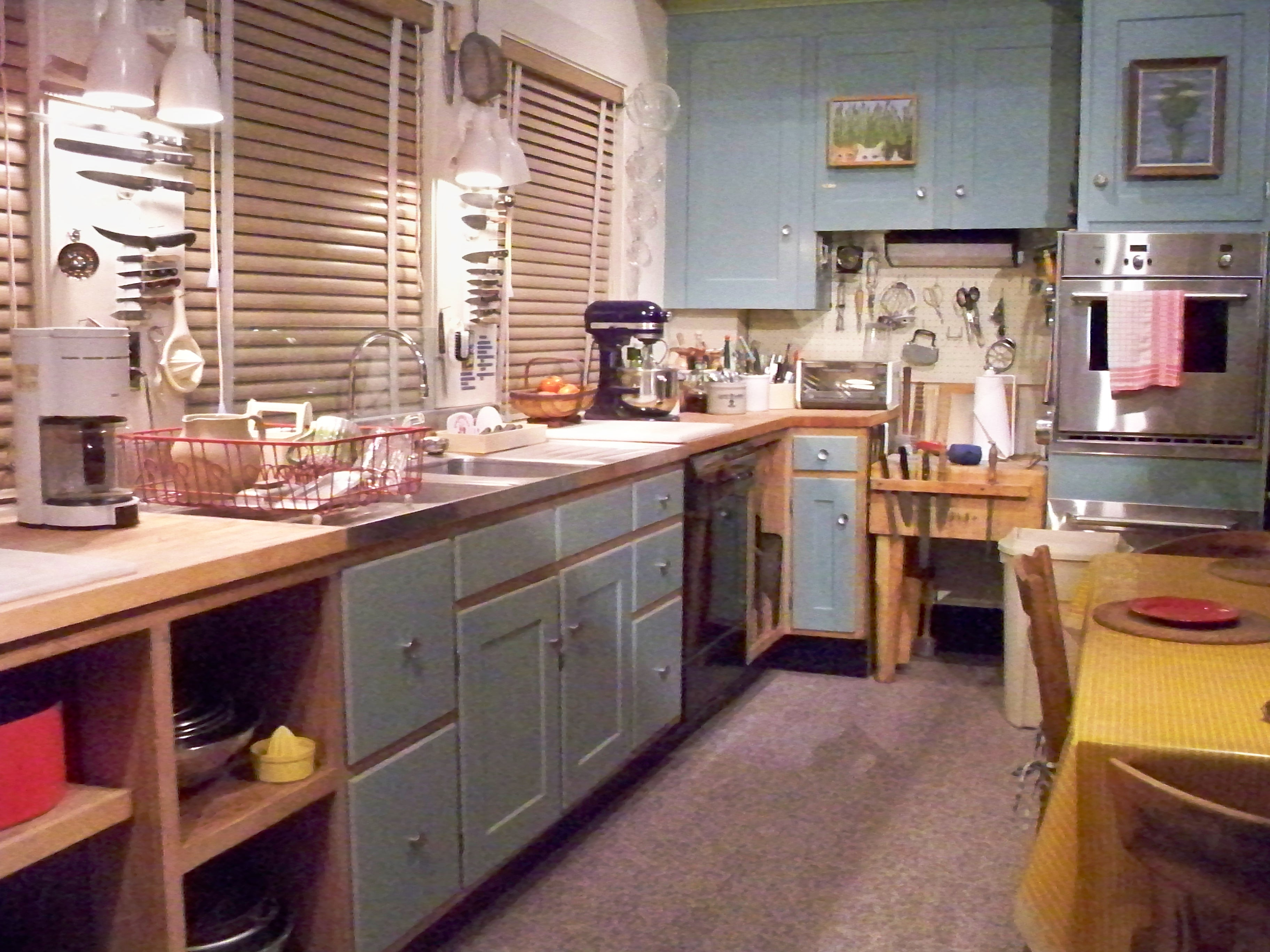
スミソニアン国立アメリカ歴史博物館にあるジュリア・チャイルドのキッチン。

1981年、彼女は、かねてより出版やテレビ出演を通して追い求めていた「ワインと食品に対する理解、賞賛、品質を前進させる」という目的のため、ワイン醸造業者のロバート・モンダヴィやリチャード・グラフなどとともにAmerican Institute of Wine & Foodを設立した。1989年には、彼女が自身の最高傑作だと自負する書籍と教育ビデオのシリーズ The Way of Cookを出版した。
1990年代には、Cooking with Master Chefs, In Julia's Kitchen with Master Chefs, Baking with Julia, Julia Child & Jacques Pépin Cooking at Homeの 4つのシリーズに出演。テレビ番組や料理本製作のためにジャック・ペパンと何度も協働した。この時期のチャイルドの本はすべて、同名のテレビシリーズを元に制作された。
チャイルドの、バターやクリームなどの材料の使用は、食品評論家や現代の栄養士によって疑問視されている。彼女は彼女のキャリアを通じてこれらの批判に応え、「食物に対する熱狂的な恐怖」が国の食習慣を支配し、栄養に過度に気を使うことが食物を楽しむ喜びを奪うだろうと予測した。1990年のインタビューでチャイルドは、「皆さん大げさに反応しすぎです。食べ物に対する恐れが続けば、それは米国の美食の死となるでしょう。幸いなことに、フランス人は私たちと同じヒステリーに苦しむことはありません。私たちは食べ物を味わい楽しむべきです。それは人生で最もシンプルで素晴らしい喜びの一つです。」 と語っている。

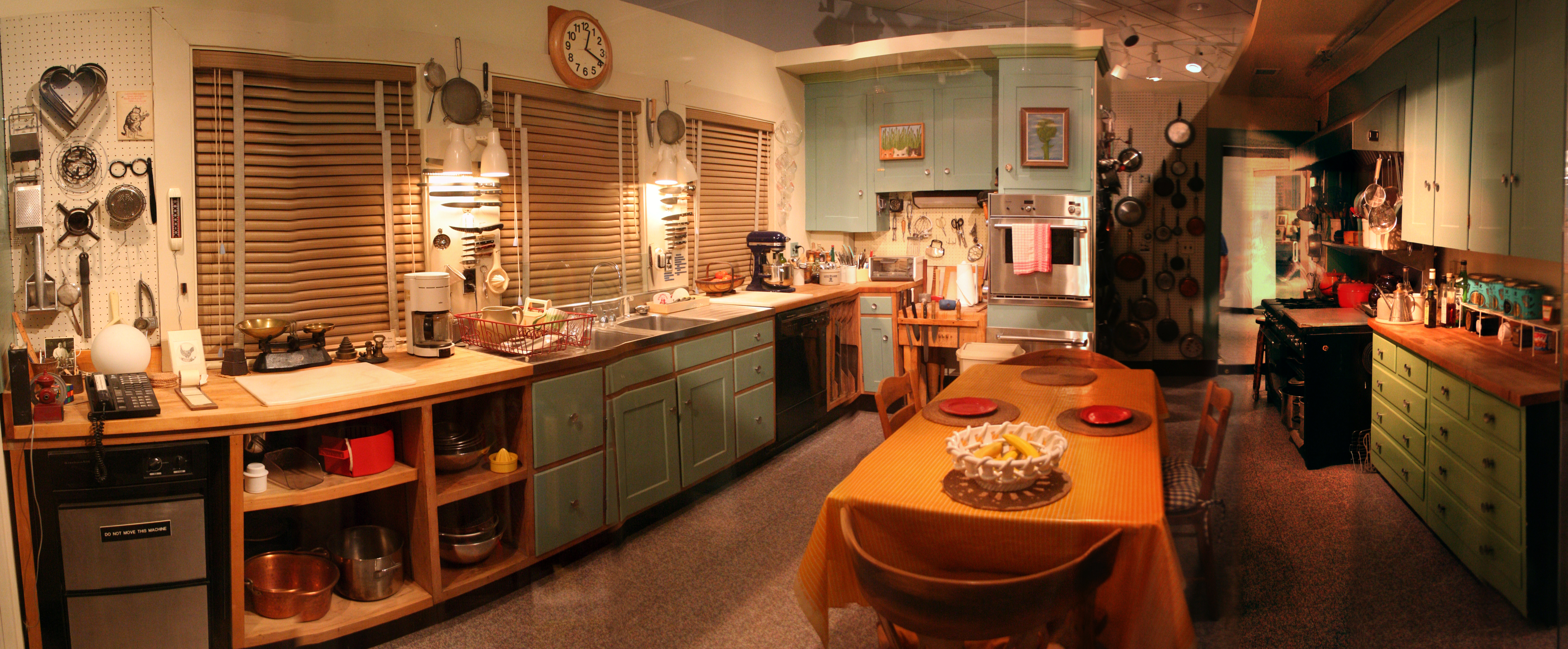
ジュリア・チャイルドのキッチン

チャイルドの夫によって設計され、3つのテレビ番組の舞台となったジュリア・チャイルドのキッチンは、現在、ワシントンDCの国立アメリカ歴史博物館に展示されている。In Julia's Kitchen with Master Chefsの撮影を皮切りに、ケンブリッジのチャイルド家の自宅キッチンは、テレビ用の照明、部屋のあらゆる角度を捉える3台のカメラ、ガスコンロと電気コンロ付きの巨大なアイランド式調理台を備えたセットへと完全に形を変えたが、「ドアがキーキー鳴る私のウォールオーブン」を含む、チャイルドのその他の調理機器はそのまま残された。このキッチンでは、1990年代のチャイルドのほぼすべてのテレビシリーズが撮影された。

## 晩年と死

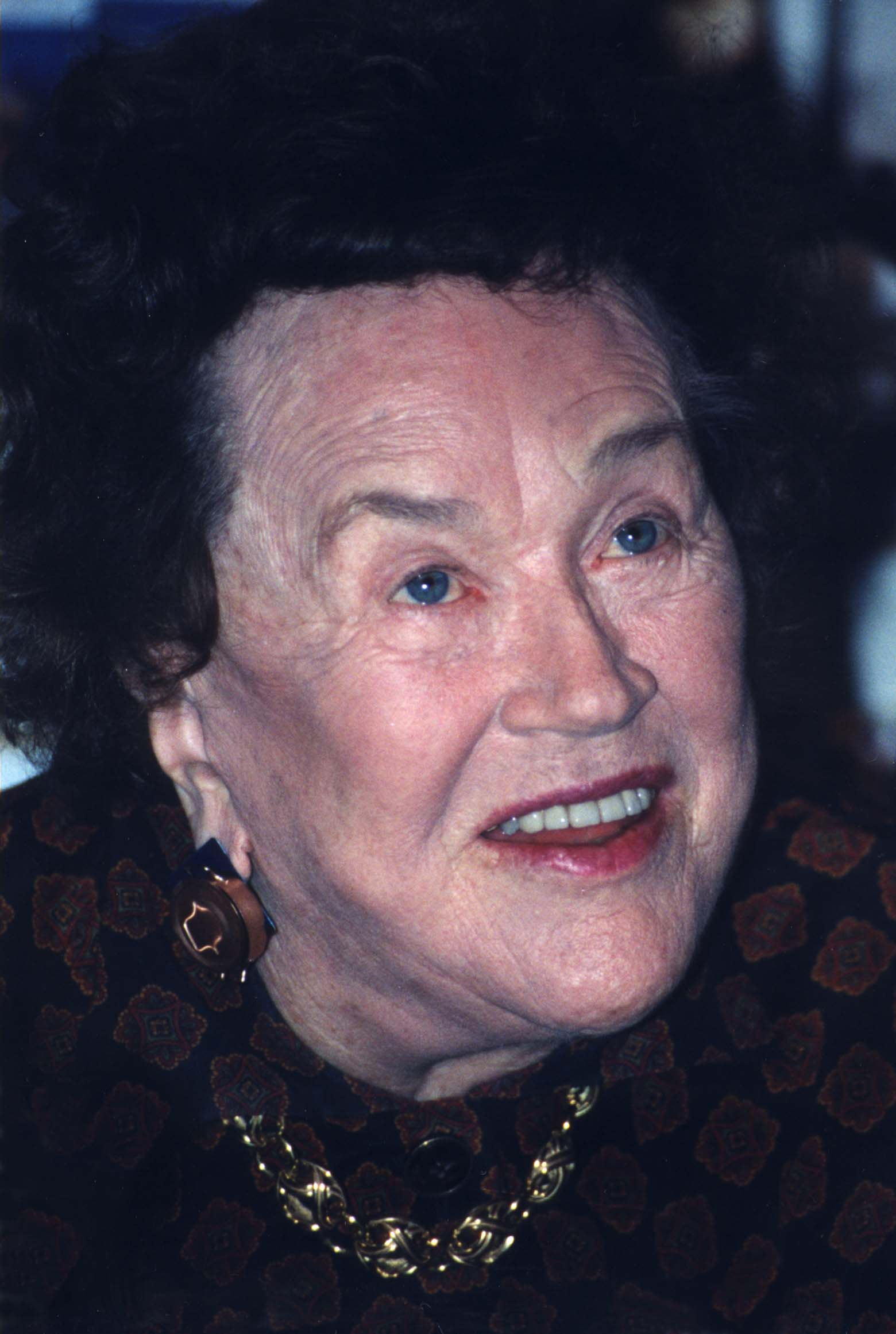
1994年のチャイルド

最愛の友人であったシモーヌ・ベックの死後、チャイルドは1992年6月に彼女の家族、姪のフィラ、親友で伝記作家のノエル・ライリー・フィッチと1カ月間滞在した後、La Pitchouneを手放した。彼女とポールは、30年近く前に約束したように、鍵をジャン・フィッシュバッハーの妹に返却した。同じ1992年には、ジュリアはレガレアリ・ワイナリーの招待でシチリアで5日間を過ごした。アメリカのジャーナリスト ボブ・スピッツは、のちに出版されるHistory of Eating and Cooking in Americaの為の研究・執筆中に、チャイルドと短い時間を過ごした。1993年、チャイルドはアニメーション映画We're Back! A Dinosaur's Storyでブリーブ博士の声を演じた。
スピッツはチャイルドとの会話の多くの録音し、メモをとり、これらが後にチャイルドの生誕100周年記念日の5日前である2017年8月7日にKnopfから出版された、彼女の二次的な伝記の元となった。 妻より10歳年上だったポール・チャイルドは、1989年に数回の脳卒中を起こした後、5年間養護施設に住み、1994年に死去した。
2001年、チャイルドは退職者の為のコミュニティに移り、彼女の自宅とオフィスを母校スミス大学に寄付。のちに家は売却された。
彼女は、夫が彼女の身長に合わせて高いカウンターを設計し、3つのテレビシリーズのセットとして使用したキッチンを、ワシントンDCの国立アメリカ歴史博物館に寄贈。キッチンは今も展示されている。彼女を象徴する銅の鍋やフライパンは、2009年8月まではカリフォルニア州ナパのコピアに展示されていたが、のちに国立アメリカ歴史博物館で彼女のキッチンと再会する。
2000年に、チャイルドはフランス政府からレジオンヌドール勲章を授与され、アメリカ芸術科学アカデミーのフェローに選出された。 2003年には米国の大統領自由勲章を授与され、2007年にはNational Women's Hall of Fameに殿堂入りした。また、彼女はハーバード大学、ジョンソン＆ウェールズ大学 （1995）、スミス大学 （彼女の母校）、ブラウン大学 （2000）、他いくつかの大学から名誉博士号を授与されている。
2004年8月13日、チャイルドは92歳の誕生日の2日前に、カリフォルニア州モンテシートで腎不全により死去。彼女の最後の食事はフレンチオニオンスープだった。 チャイルドは彼女の最後の本、My Life in Franceを「...  今振り返れば、食卓と人生の喜びは無限であることを思い出す  – toujours bon appétit!（いつだって、良い食事を！）」と締めくくっている。

## レガシー

### ジュリア・チャイルド財団

ジュリア・チャイルドの署名

1995年、チャイルドは、The Julia Child Foundation for Gastronomy and Culinary Arts（美食と料理の芸術のためのジュリア・チャイルド財団）を設立した。当初マサチューセッツ州に設立された財団は、後にカリフォルニア州サンタバーバラに移転し、現在も本部を構えている。2004年にチャイルドが亡くなるまで活動は行われていなかったが、財団は他の非営利団体に助成を行っている。助成金は、チャイルドの生涯における最重要事項であった、美食、料理の芸術、食のプロの世界のさらなる発展を支援している。財団のウェブサイトには、助成金受領団体リストの専用ページがあり、団体と、財団の助成金に関する説明が記載されている。助成金の受領団体のひとつは、食料、飲料、農業の世界をカバーするHeritage Radio Networkである。
財団設立の目的は、助成金の提供のほか、ジュリア・チャイルドの遺産を保護するためでもあり、ジュリア・チャイルドの画像および/または彼女の作品の抜粋の使用許可を求める際には財団の許可を受ける必要がある。これらの権利の多くは、彼女の出版社やハーバード大学ラドクリフ研究所のシュレシンガー図書館などの他の組織と共同で保持されている。最近では、財団はこれらの死後の権利の保護により積極的に取り組んでおり、商品などの推薦を求められる事を嫌っていたチャイルドの意思を引き継ぎ、商業目的でのチャイルドの名前や画像の使用に関して同様のポリシーを取っている。

### バラ
- ジュリア・チャイルド (バラ)

## 作品

### テレビシリーズ
- The French Chef (1963–1966; 1970-1973)
- Julia Child & Company (1978–1979)
- Julia Child & More Company (1980–1982)
- Dinner at Julia's (1983–1985)
- The Way To Cook (1989) six one-hour videocassettes
- A Birthday Party for Julia Child: Compliments to the Chef (1992)
- Cooking with Master Chefs: Hosted by Julia Child (1993–1994) 16 episodes
- Cooking In Concert: Julia Child & Jacques Pépin (1993)
- In Julia's Kitchen with Master Chefs (1994–1996), 39 episodes
- Cooking in Concert: Julia Child & Jacques Pépin (1995)[42]
- Baking with Julia (1996–1998) 39 episodes
- Julia & Jacques Cooking at Home (1999–2000) 22 episodes
- Julia Child's Kitchen Wisdom, (2000) two-hour special

### DVDリリース
- Julia Child's Kitchen Wisdom (2000)
- Julia and Jacques: Cooking at Home (2003)
- Julia Child: America's Favorite Chef (2004)
- The French Chef: Volume One (2005)
- The French Chef: Volume Two (2005)
- Julia Child! The French Chef (2006)
- The Way To Cook (2009)
- Baking With Julia (2009)

### 書籍
- Mastering the Art of French Cooking (1961), with Simone Beck and Louisette Bertholle
- The French Chef Cookbook (1968)—
- Mastering the Art of French Cooking, Volume Two (1970), with Simone Beck—
- From Julia Child's Kitchen (1975)—
- Julia Child & Company (1978)—
- Julia Child & More Company (1979)—
- The Way To Cook (1989)—
- Julia Child's Menu Cookbook (1991), one-volume edition of Julia Child & Company and Julia Child & More Company—
- Cooking With Master Chefs (1993)—
- In Julia's Kitchen with Master Chefs (1995)—
- Baking with Julia (1996)—
- Julia's Delicious Little Dinners (1998)—
- Julia's Menus For Special Occasions (1998)—
- Julia's Breakfasts, Lunches & Suppers (1999)—
- Julia's Casual Dinners (1999)—
- Julia and Jacques Cooking at Home (1999), with Jacques Pépin—
- Julia's Kitchen Wisdom (2000)—
- My Life in France (2006, posthumous), with Alex Prud'homme— 邦訳『いつだってボナペティ!-料理家ジュリア・チャイルド自伝』中央公論新社、2009年
- (collected in) American Food Writing: An Anthology with Classic Recipes, ed. Molly O'Neill (Library of America, 2007)

## チャイルドに関する映画
- 1時間の長編ドキュメンタリー、Julia Child! America's Favorite Chefは、PBSのシリーズアメリカン・マスターズ （2004）の第18シーズンの最初のエピソードとして放映された。この作品は、チャイルドのアーカイブ映像と、彼女の人生と仕事に影響を与えた・影響を受けた人々の現在の映像を組み合わせたもの[43]。
- ジュリー＆ジュリア （2009）は、チャイルドの回顧録 My Life in Franceとジュリー・パウエルの回顧録をノーラ・エフロンが映画化した作品。メリル・ストリープがチャイルドを演じ、ゴールデングローブ賞の主演女優賞（ミュージカル・コメディ部門）を受賞した。
- Primordial Soup With Julia Childというタイトルの映像が、1976年からギャラリーが閉鎖されるまで、スミソニアン 国立航空宇宙博物館の「宇宙での生活」ギャラリーで放映されていた。
- Keep On Cooking – Julia Child Remixed は、チャイルドの生誕100周年を記念し、PBS Icons Remixedシリーズの一部としてジョン D. ボズウェルがPBSの為に制作した映像。チャイルドの声を、ボーカルサンプルから派生したメロディに自動調整し、チャイルドのさまざまなテレビシリーズのビデオクリップにシンクロさせている。

## 参照資料
1. ↑  Baker-Clark, Charles A. (2006). Profiles from the kitchen : what great cooks have taught us about ourselves and our food. Lexington: University Press of Kentucky. p. 52. ISBN 9780813123981 2014年8月12日閲覧。
2. ↑  “Smith College: NewsSmith”. www.smith.edu. 2019年10月6日閲覧。
3. 1 2  “Fresh Air with Terry Gross, October 7, 1983: Interview with Julia Child.”. Fresh Air with Terry Gross.   National Public Radio (U.S.) WHYY, Inc. (1983年10月7日). 2016年10月11日時点のオリジナルよりアーカイブ。2016年10月11日閲覧。 “"Scroll down to 'View online' to hear the audio of the interview."”
4. ↑  Child, Julia; Prud'homme, Alex (2006). My Life in France. Random House. p. 85. ISBN 978-0-307-27769-5
5. 1 2  “Julia Child Dished Out ... Spy Secrets?”.   ABC (2008年8月14日). 2010年2月16日閲覧。
6. ↑  Jones. “Women of the CIA: The Hidden History of American Spycraft”. Newsweek. 2016年9月22日閲覧。
7. ↑  Patrick, Jeanette (2017), The Recipe for Adventure: Chef Julia Child's World War II Service", National Women's History Museum
8. ↑  Miller, Greg (2008年8月15日). “Files from WWII Office of Strategic Services are secret no more”. Los Angeles Times
9. 1 2  “A Look Back ... Julia Child: Life Before French Cuisine”.  Central Intelligence Agency (2007年12月13日). 2008年2月1日閲覧。
10. ↑  Volkman, Ernest (2007). The History of Espionage. ISBN 1844424340
11. ↑  “McWilliams_Child_Julia.” (PDF).   National Archives and Records Administration. 2019年10月7日閲覧。
12. ↑  “Julia Child”. Cooksinfo.com.  オリジナルの2012年3月25日時点におけるアーカイブ。
13. ↑  Saxon, Wolfgang (1994年5月14日). “Paul Child, Artist, Dies”. The New York Times 2013年5月24日閲覧。
14. ↑  Lindman, Sylvia (2004年8月13日). “Julia Child: bon appétit: Celebrated cook taught America to relish life's bounty”. MSNBC 2006年9月30日閲覧。
15. ↑  William Grimes (2006年4月11日). “Books: My Life in France”. The New York Times 2013年5月24日閲覧。
16. ↑  Child, Julia; Prud'homme, Alex (2006). My Life in France. Random House. pp. 268–272. ISBN 978-0-307-27769-5
17. ↑  “French Chef; Lasagne a la Francaise”. The Julia Child Project.  WGBH Educational Foundation (1970年11月25日). 2016年9月15日閲覧。
18. ↑  “Bless This Mess: Sweeping the Kitchen With Julia Child” (英語). PopMatters (2012年8月13日). 2019年10月6日閲覧。
19. ↑  Julia,, Child,. From Julia Child's kitchen. Child, Paul, 1902-1994,, Walton, Albie,. Harmondsworth, Middlesex, England. ISBN 9780140463712. OCLC 877067411
20. ↑  Toby Miller. "Screening Food: French Cuisine and the Television Palate." In French Food: On the Table, On the Page, and in French Culture. P. 224
21. ↑  Toby Miller. "Screening Food: French Cuisine and the Television Palate." In French Food: On the Table, On the Page, and in French Culture. P. 226
22. ↑  “Who We Are - AIWF.org”. web.archive.org (2010年2月22日). 2019年10月6日閲覧。
23. ↑  O'Neill, Molly (1989年10月11日). “Savoring the World According to Julia”. New York Times
24. ↑  Clifford, Stephanie (2009年8月23日). “After 48 Years, Julia Child Has a Big Best Seller, Butter and All”. New York Times
25. ↑  Lawson, Carol (1990年6月19日). “Julia Child Boiling, Answers Her Critics”. New York Times
26. ↑  Child, Julia (1995). “Acknowledgments”. In Julia's Kitchen with Master Chefs. Knopf. ISBN 0-679-43896-3
27. ↑  Spitz, Bob (2013-04-23). Dearie: The Remarkable Life of Julia Child. Vintage Books. ISBN 978-0-307-47341-7
28. ↑  "Biography reveals insecurities plagued Julia Child", CTV News, August 7, 2012
29. 1 2  Child, Julia; Prud'homme, Alex (2006). My Life in France. Random House. pp. 329–333. ISBN 978-0-307-27769-5
30. ↑  “Gift from Julia Child Spurs Construction of First Campus Center at her Alma Mater, Smith College”.   Smith.edu (2002年5月6日). 2012年12月31日閲覧。
31. ↑  “Julia Child's Kitchen at the Smithsonian”.   Americanhistory.si.edu (2012年3月14日). 2012年12月31日閲覧。
32. ↑  Goldberg, Carey (2000年11月25日). “For a Cooking Legend, the Ultimate Dinner Was Served”. The New York Times 2006年11月12日閲覧。
33. ↑  “Profile: "Julia Child"”. Encyclopædia Britannica. 2006年11月13日閲覧。
34. ↑  “Book of Members, 1780–2010: Chapter C”.   American Academy of Arts and Sciences. 2011年6月12日閲覧。
35. ↑  "Brown will award 10 honorary degrees at Commencement May 29" (Press release). Brown University News Service. 24 May 2000. 2013年5月24日閲覧。
36. ↑  National Women's Hall of Fame, Julia Child
37. ↑  Saekel, Karola (2004年8月14日). “TV's French chef taught us how to cook with panache”. San Francisco Chronicle 2008年6月28日閲覧。
38. ↑  “The famous last meals of MJ, Julia Child, JFK, and 8 others”.   Yahoo!. 2012年10月7日閲覧。
39. ↑  “Welcome”. The Julia Child Foundation for Gastronomy and the Culinary Arts. 2013年12月5日閲覧。
40. ↑  “Grants”. The Julia Child Foundation for Gastronomy and the Culinary Arts. 2013年9月9日時点のオリジナルよりアーカイブ。2013年12月5日閲覧。
41. ↑  “Legal battle erupts over Julia Child images used in Thermador ads”. Los Angeles Times. (2012年8月28日) 2013年12月5日閲覧。
42. ↑  “About A La Carte Communications & Geoffrey Drummond”. Alacartetv.com. 2009年3月28日閲覧。
43. ↑  Mellowes (2005年6月15日). “Julia Child: About Julia Child”. American Masters.  PBS. 2009年5月13日閲覧。